# Кашкавал, Андриан
Андриа́н Кашкава́л (рум. Andrian Caşcaval; 10 июня 1987, Кишинёв, Молдавская ССР, СССР) — молдавский футболист, защитник. Выступал за сборную Молдавии.

## Карьера

### Клубная
В 9 лет начал заниматься футболом. С 2007 года защищал цвета клуба «Академия УТМ». В 2012 году провёл полгода в Казахстане, играя за «Кайсар». Сезон 2013/14 провёл в «Верисе», в составе которого стал бронзовым призёром чемпионата Молдавии. По окончании сезона покинул команду и пополнил ряды клуба «Костулены». В 2015 году уехал играть в Узбекистан, где выступал за «Алмалык». В июле перешёл в «Нефтчи» из Ферганы. В 2016 году вернулся на родину, подписав контракт с «Динамо-Авто». В июле 2016 года стал игроком клуба «Луч-Энергия». В 2018 году играл за «Викингур», с которым стал обладателем Суперкубка Фарерских островов. В 2019 году подписал контракт с клубом «Челмсфорд Сити».

### В сборной
Выступал за сборную Молдавии с 2011 года по 2017 год. Дебютировал за национальную команду 11 ноября в матче против сборной Грузии (0:2), заменив на 85-й минуте Симеона Булгару. Всего за сборную провёл 9 матчей.

## Достижения
- Обладатель Суперкубка Фарерских островов: 2018
- Бронзовый призёр чемпионата Молдавии: 2013/14
- Бронзовый призёр Первого дивизиона Молдавии: 2007/08

## Матчи за сборную
| Матчи и голы Кашкавала за сборную | Матчи и голы Кашкавала за сборную | Матчи и голы Кашкавала за сборную | Матчи и голы Кашкавала за сборную | Матчи и голы Кашкавала за сборную | Матчи и голы Кашкавала за сборную |
| №                                 | Дата                              | Соперник                          | Счёт                              | Голы Кашкавала                    | Турнир                            |
| --------------------------------- | --------------------------------- | --------------------------------- | --------------------------------- | --------------------------------- | --------------------------------- |
| 1                                 | 11 ноября 2011                    | Грузия                            | 0:2                               | —                                 | Товарищеский матч                 |
| 2                                 | 25 мая 2014                       | Саудовская Аравия                 | 4:0                               | —                                 | Товарищеский матч                 |
| 3                                 | 8 июня 2014                       | Камерун                           | 0:1                               | —                                 | Товарищеский матч                 |
| 4                                 | 25 марта 2016                     | Мальта                            | 0:0                               | —                                 | Товарищеский матч                 |
| 5                                 | 29 марта 2016                     | Андорра                           | 1:0                               | —                                 | Товарищеский матч                 |
| 6                                 | 28 мая 2016                       | Хорватия                          | 0:1                               | —                                 | Товарищеский матч                 |
| 7                                 | 4 июня 2016                       | Швейцария                         | 1:2                               | —                                 | Товарищеский матч                 |
| 8                                 | 5 сентября 2016                   | Уэльс                             | 0:4                               | —                                 | Отборочные матчи ЧМ-2018          |
| 9                                 | 17 января 2017                    | Катар                             | 1:1                               | —                                 | Товарищеский матч                 |

Итого: 9 матчей / 0 голов; 2 победы, 2 ничьих, 5 поражений.